# Christian Gottlob Thube
Christian Gottlob Thube (* 19. März 1742 in Schlegel; † 26. Januar 1826 in Baumgarten) war ein deutscher evangelischer Theologe, Mystiker und Prophet.

## Leben
Der Sohn eines Lehrers verdankte seine wissenschaftliche Bildung der Universität Leipzig. Den entschiedensten, aber nicht vorteilhaftesten Einfluss auf die Richtung seines Geistes gewann dort Christian August Crusius. Durch ihn war er zur Mystik und religiösen Schwärmerei gezogen worden. Seine Lieblingslektüre war und blieb die Apokalypse, auf welche sich auch in spätem Jahren alle seine Ideen und Vorstellungen bezogen. Jenes biblische Buch diente ihm als Grundlage des von ihm allmählich ausgebildeten theologischen Systems und auf die Erklärung der Offenbarung des Johannes verwendete er mit Annahme grundloser Hypothesen seine Sprachkenntnisse und seine Gelehrsamkeit.
Von Halle (Saale), wo er eine Zeit lang Lehrer am dortigen Pädagogium gewesen war, ging er 1775 nach Mecklenburg, wo er die Stelle eines Rektors an der Schule zu Bützow erhielt. Im Mecklenburgischen, wo damals die Arglosigkeit und das Wohlwollen des Herzogs Friedrich von Frömmlern und Scheinheiligen auf mehrfache Weise missbraucht wurde, um durch geheime Denunziation und Verfolgung rechtliche Männer zu verdrängen, erhielt Thubes Hang zur Mystik reichliche Nahrung. Bereits 1776 war er Prediger in Baumgarten geworden. Diese Stelle bekleidete er seitdem eine Reihe von Jahren. 1818 war er Senior des Bützowschen Kreises geworden und starb im 84. Lebensjahr, ohne dass von ihm oft als ganz nah prophezeite Ende der Welt zu erleben.

## Wirken
Thube brachte als Schriftsteller sich selbst und in kirchenhistorischer Hinsicht auch Mecklenburg in üblen Ruf durch seine unhaltbaren Hypothesen von der Auslegung biblischer, besonders apokalyptischer Weissagungen und ihrer Anwendung auf derzeitige oder demnächst zu erwartende Ereignisse. Diese Richtung nahm sein Geist besonders in der 1796 herausgegebenen Schrift Die nächstkommenden 40 Jahre, dann aber auch in seinen Übersetzungen und Erklärungen der Propheten Daniel und Sacharja. Seine Ansichten verteidigte er, besonders 1802 gegen Biester in Berlin mit größerer Leidenschaftlichkeit, als seiner liberalen Denkart eigen war. Sein Charakter als Mensch zeichnete sich aus durch Rechtschaffenheit, Biederkeit, Wohlwollen gegen Arme und durch gewissenhafte Erfüllung der Pflichten, die sein Amt als Prediger und Seelsorger mit sich brachten.

## Werke
- Was in einer Schnelle geschehen muß. Anleitung zum richtigen Verstande der Offenbarung Johannis. Minden und Leipzig 1786, 2. Auflage Schwerin 1799
- Handbuch der Gottesgelahrtheit, zum allgemeinen Gebrauch verfaßt. Minden und Leipzig 1789
- Ueber die französische Revolution 1794
- Erinnerung an eine zu Ludwigslust gehaltene Predigt. 1795
- Ueber die nächstkommenden 40 Jahre. Schwerin und Wismar 1796, 3. Auflage (unter dem Titel: Ueber die nächstkommenden 40 Jahre, über das Pabstthum und über Egvpten, nebst einigen damit in Verbindung stehenden Flugblättern.) Schwerin und Wismar 1798, 4. Auflage, Schwerin und Wismar 1811
- Ueber den 12ten Tag des Weinmonats. Schwerin und Wismar 1796. 8. Beilage dazu. Schwerin und Wismar 1797
- Das Buch des Propheten Daniel, neu überseht und erklärt. Schwerin und Wismar 1797
- Ueber die Mecklenburgische Predigerwittwencasse, nebst Beilage zu diesem Aufsatze. Rostock 1799
- Kurzer Inbegriff der Glaubens- und Sittenlehre, in Fragen und Antworten vorgetragen. Schwerin 1801 (eigentlich 1800.), 2. Aufl. Schwerin 1811
- Das Buch des Propheten Sacharja, neu übersetzt und erklärt. Schwerin 1801
- Wohlverdiente Züchtigung des Herrn v. Biester zu Berlin; nebst Beilage. Schwerin 1802
- Unumstößlicher, aus der Jenaischen Allgemeinen Literaturzeitung vorgelegter Beweis, daß meine Uebersetzung und Erklärung des Propheten Sacharja untadelhaft und nichts dawider einzuwenden ist. Schwerin 1803
- Verurteilung des sogenannten evangel. Christlichen Vereins. Rostock 1815
- Ein freimüthiges Wort an die hochverherliche Ritter- und Landschaft des Großherzogtums Mecklenburg-Schwerin. 1818
- Noch etwas über die Besteuerung der Geistlichkeit im Großherzogtum Mecklenburg. Güstrow 1818
- Etwas für die Juden, auf Kosten christlicher Freunde. 1823

## Weblink
- Literatur über Christian Gottlob Thube in der Landesbibliographie MV

| Personendaten    | Personendaten                                 |
| ---------------- | --------------------------------------------- |
| NAME             | Thube, Christian Gottlob                      |
| KURZBESCHREIBUNG | deutscher evangelischer Theologe und Mystiker |
| GEBURTSDATUM     | 19. März 1742                                 |
| GEBURTSORT       | Schlegel                                      |
| STERBEDATUM      | 26. Januar 1826                               |
| STERBEORT        | Baumgarten                                    |